# Ráquetbol en los Juegos Asiáticos
El Ráquetbol en los Juegos Asiáticos tuvo su primera aparición en la edición de 1998 en Bangkok, Tailandia tanto en la rama masculina como en la femenina; y es ha llevado a cabo en cada edición desde entonces.
Malasia es el país que ha obtenido más medallas en la disciplina y ha sido el máximo ganador de medallas en casi todas las ediciones de los Juegos Asiáticos.

## Ediciones anteriores
| Edición | Año  | Ciudad Sede | País Sede     | Campeón  |
| ------- | ---- | ----------- | ------------- | -------- |
| XIII    | 1998 | Bangkok     | Tailandia     | Pakistán |
| XIV     | 2002 | Busan       | Corea del Sur | Malasia  |
| XV      | 2006 | Doha        | Catar         | Malasia  |
| XVI     | 2010 | Guangzhou   | China         | Malasia  |
| XVII    | 2014 | Incheon     | Corea del Sur | Malasia  |

## Medallero
| #     | País          | Oro | Plata | Bronce | Total |
| ----- | ------------- | --- | ----- | ------ | ----- |
| 1     | Malasia       | 9   | 5     | 7      | 21    |
| 2     | Pakistán      | 2   | 3     | 2      | 7     |
| 3     | Hong Kong     | 1   | 4     | 8      | 13    |
| 4     | India         | 1   | 2     | 5      | 8     |
| 5     | Kuwait        | 1   | 0     | 1      | 2     |
| 6     | Corea del Sur | 0   | 0     | 3      | 3     |
| 7     | Singapur      | 0   | 0     | 2      | 2     |
| Total | Total         | 14  | 14    | 28     | 56    |